# Воз терора
Воз терора (енгл. Terror Train) амерички је слешер хорор филм из 1980. године, редитеља Роџера Спотисвуда са Џејми Ли Кертис, Беном Џонсоном, Хартом Бокнером и Дејвидом Коперфилдом у главним улогама. Радња са одвија на прослави новогодишњој прослави у возу.
Концепт филма базиран је на идеји извршног продуцента Данијела Гродника, који је желео да направи „Ноћ вештица у возу”. Снимање се одвијало у Монтреалу, од краја новембра до краја децембра 1979, убрзо након што је Кертис завршила снимање Матурске вечери. Поред Матурске вечери (1980), Магле (1980), Игре на путу (1981) и Ноћи вештица 2 (1981), ово је један од 5 хорор филмова које је Џејми Ли Кертис снимила за само годину дана, што ју је промовисало као једну од највећих краљица вриска. Кертис је за улогу Алане Максвел у овом филму, номинована за Награду Сатурн за најбољу главну глумицу.
Иако је филм независне продукције, Воз терора је за дистрибуцију купио велики студио, Твентит сенчури фокс, што му је обезбедило скупе рекламе и повећало зараду. Добио је помешане критике и зарадио 8 милиона долара. Као и у већини других слешера из периода 1980-их, мотив убице је освета.

## Радња
Три године након неслане шале која је имала озбиљне последице по стидљивог и повученог Кенија Хампсона, шесторо студената који су је починили постају мете маскираног серијског убице. Радња се одвија на новогодишњој прослави у возу који је у покрету.

## Улоге
| Глумац           | Улога              |
| ---------------- | ------------------ |
| Џејми Ли Кертис  | Алана Максвел      |
| Бен Џонсон       | кондуктор Карне    |
| Харт Бокнер      | „Док” Манли        |
| Сенди Кари       | Мишел „Мичи”       |
| Тимоти Вебер     | „Мо”               |
| Дерек Макинон    | Кени Хампсон       |
| Дејвид Коперфилд | мађионичар         |
| Ванити           | Мери               |
| Ентони Шервуд    | Џексон             |
| Џој Бушел        | „Пет”              |
| Грег Свонсон     | председник одељења |
| Хауард Бузганг   | Ед                 |
| Елизабет Шолет   | Меги               |
| Дон Ламоре       | „Лопата”           |
| Стив Мајклс      | Чарли              |
| Чарлс Бидл       | Портер             |
| Том Хаверсток    | Бил Чејс           |